# Victor Peytral
Victor Peytral, né le 19 octobre 1874 à Marseille et mort le 20 avril 1964 à Draguignan (Var),  est un homme politique français.

## Biographie
Il est le fils de Paul Peytral et d'Elisabeth Claire Marie Massot. Il est admis au lycée Thiers à Marseille. Il continue ses études au Lycée Janson-de-Sailly. Il effectue des études de droit à Paris.

## Carrière politique
En plus de sa carrière de parlementaire, en tant que député radical des Hautes-Alpes, de 1912 à 1919, puis en tant que sénateur des Hautes-Alpes, de 1920 à 1930, Victor Peytral a connu des postes gouvernementaux : Sous-secrétaire d'État à l'Intérieur, du 12 septembre au 16 novembre 1917, dans le premier gouvernement Paul Painlevé, puis  Ministre des Travaux Publics, du 14 juin 1924 au 17 avril 1925, dans le premier gouvernement Édouard Herriot

## Famille
Son épouse, fille de Ferdinand Tirard, industriel à Nogent-le-Rotrou, est morte en 1907 à Hyères à l'âge de 25 ans.

## Décorations
- Chevalier de la Légion d'honneur (1953)[4].
- Médaille d'honneur des transports routiers, échelon vermeil en 1957 (de droit en tant qu'ancien ministre des Travaux publics)[5].